# Dvärgfackelblomster
Dvärgfackelblomster (Lythrum hyssopifolia) är en fackelblomsväxtart som beskrevs av Carl von Linné. Enligt Catalogue of Life ingår Dvärgfackelblomster i släktet fackelblomstersläktet och familjen fackelblomsväxter, men enligt Dyntaxa är tillhörigheten istället släktet fackelblomstersläktet och familjen fackelblomsväxter. Arten förekommer tillfälligt i Sverige, men reproducerar sig inte. Utöver nominatformen finns också underarten L. h. cyprium.

## Bildgalleri

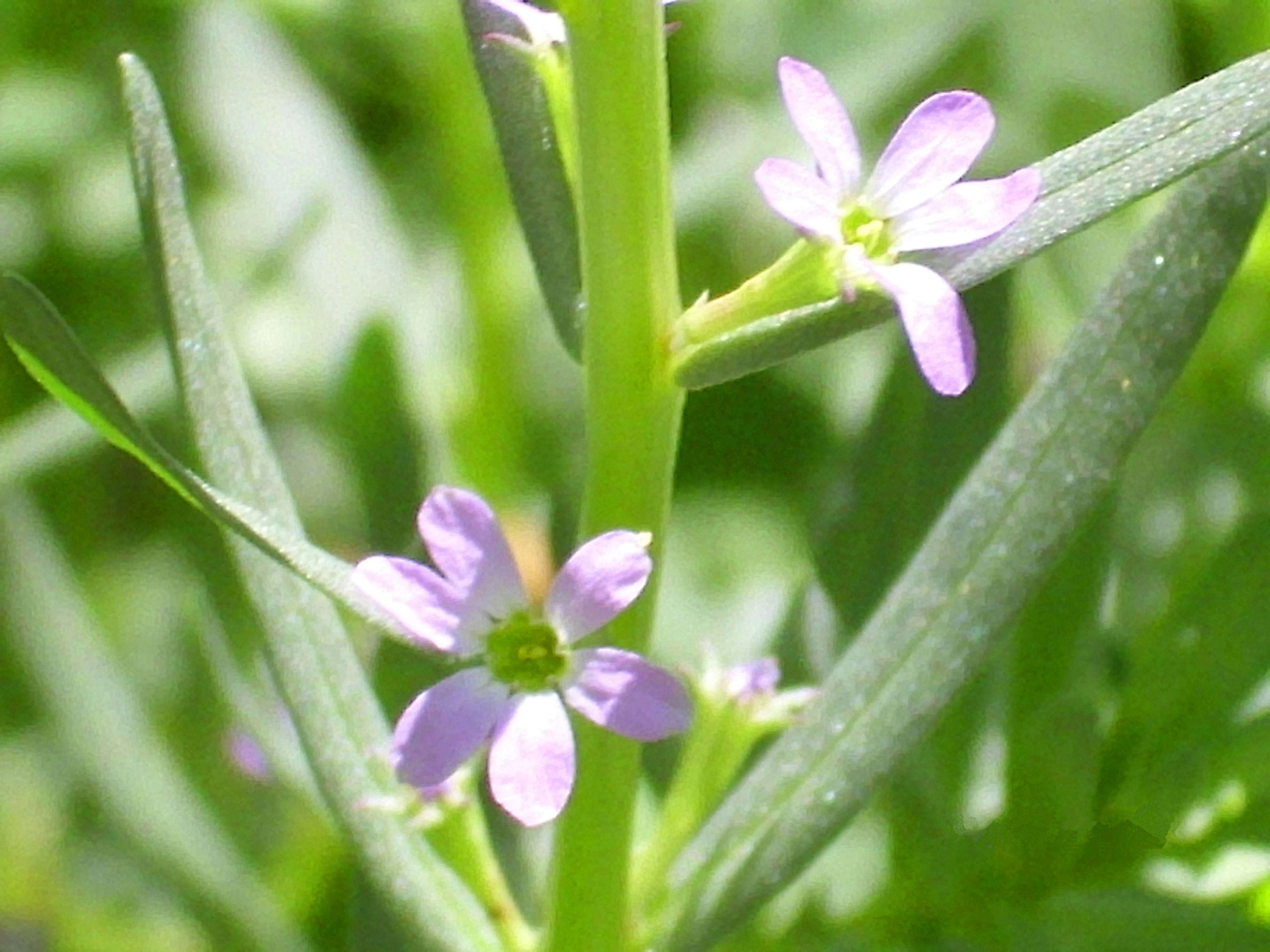
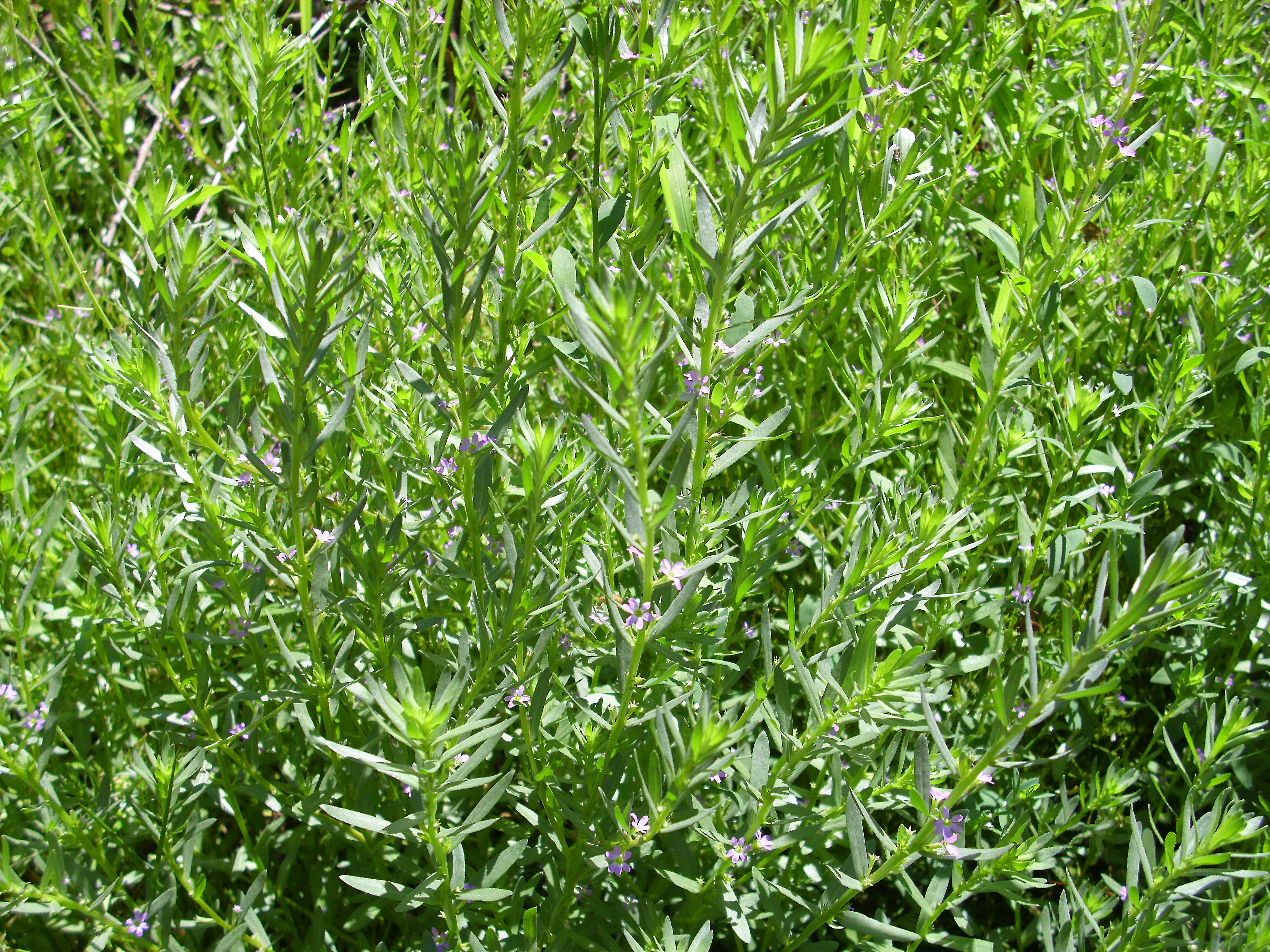
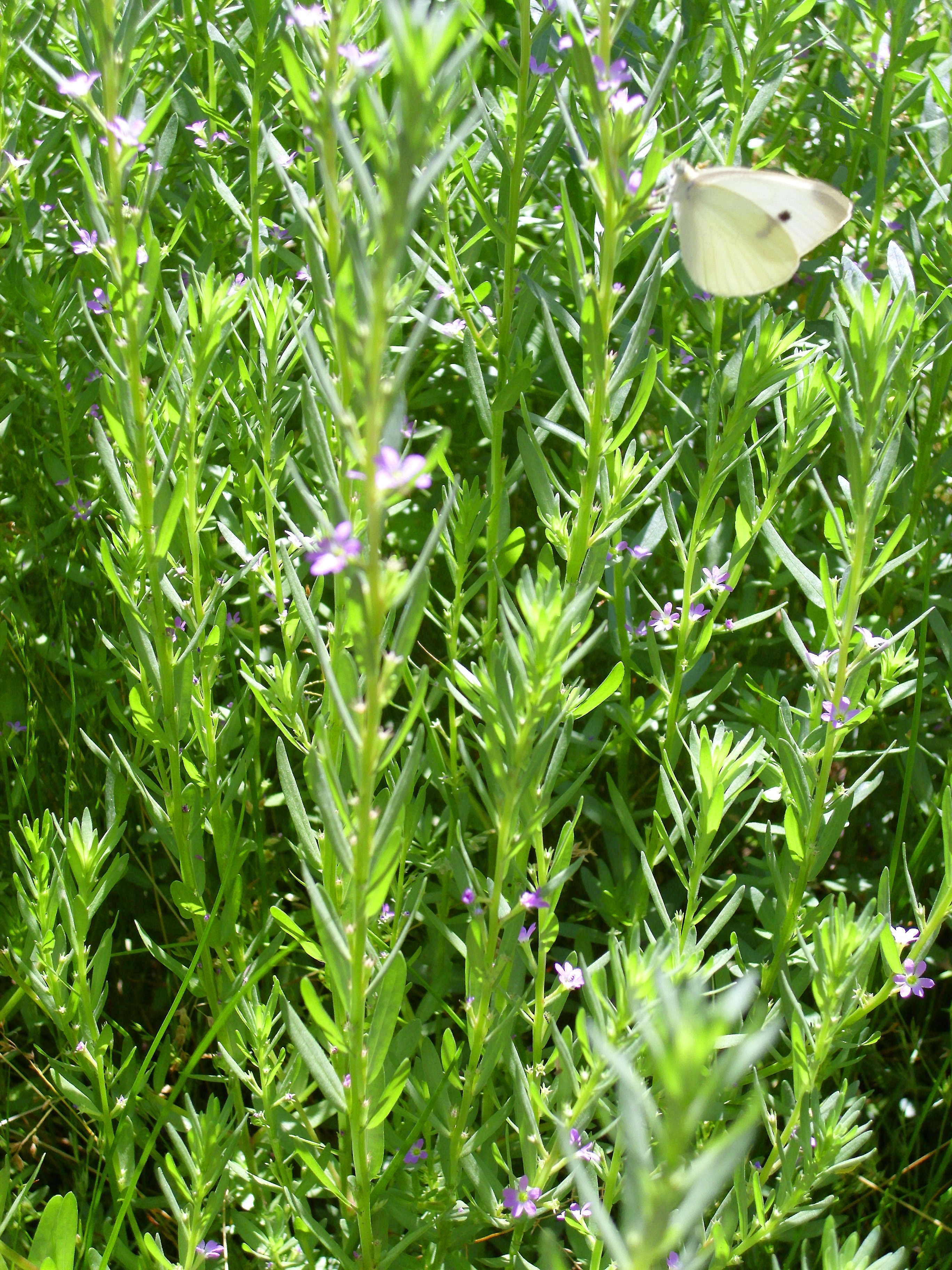
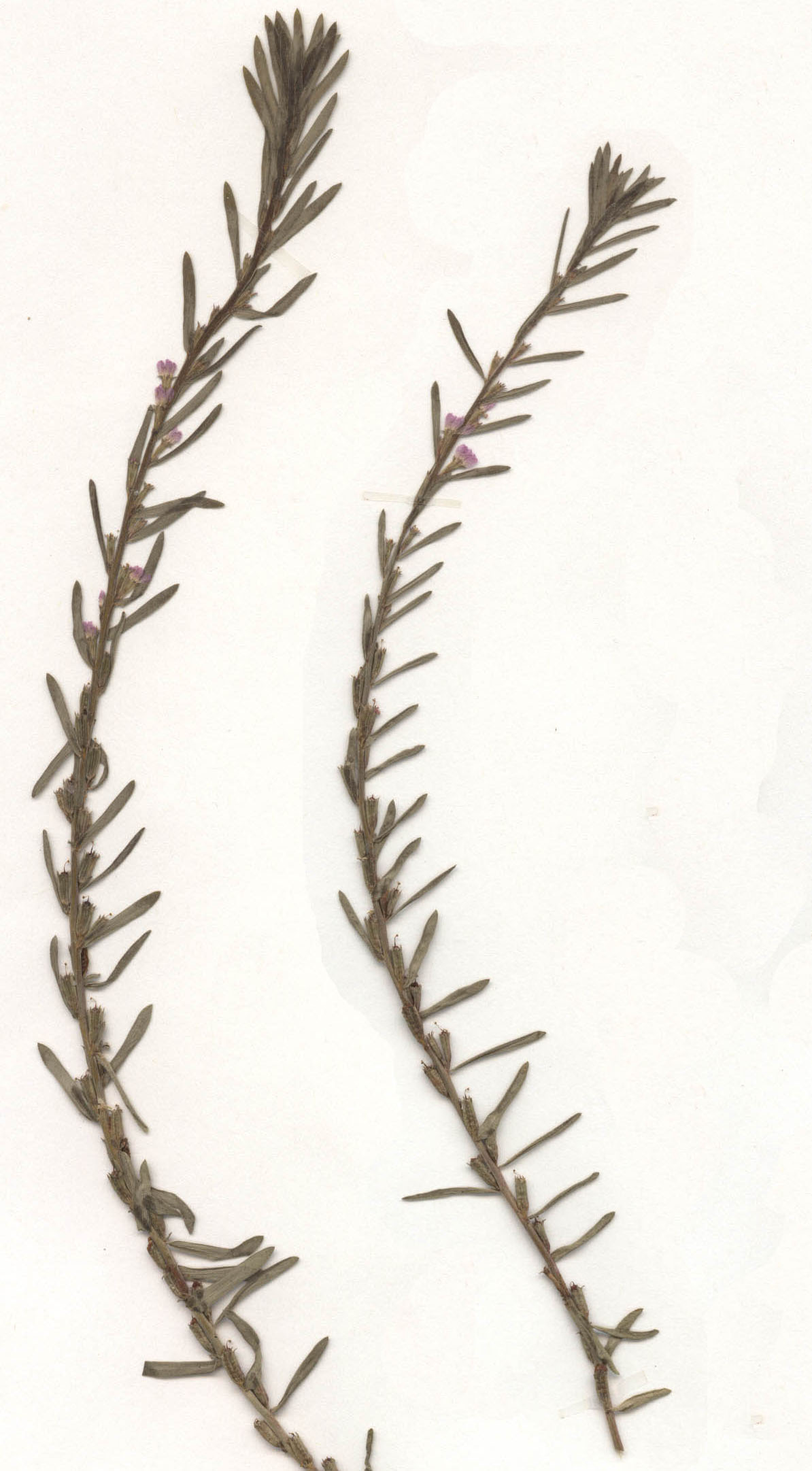
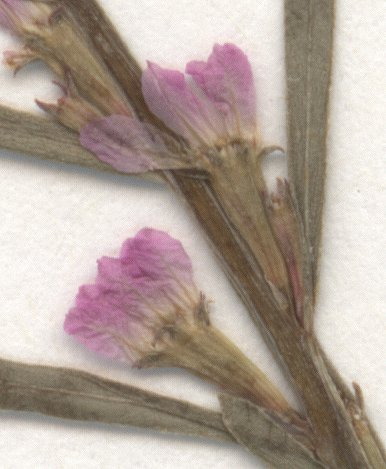
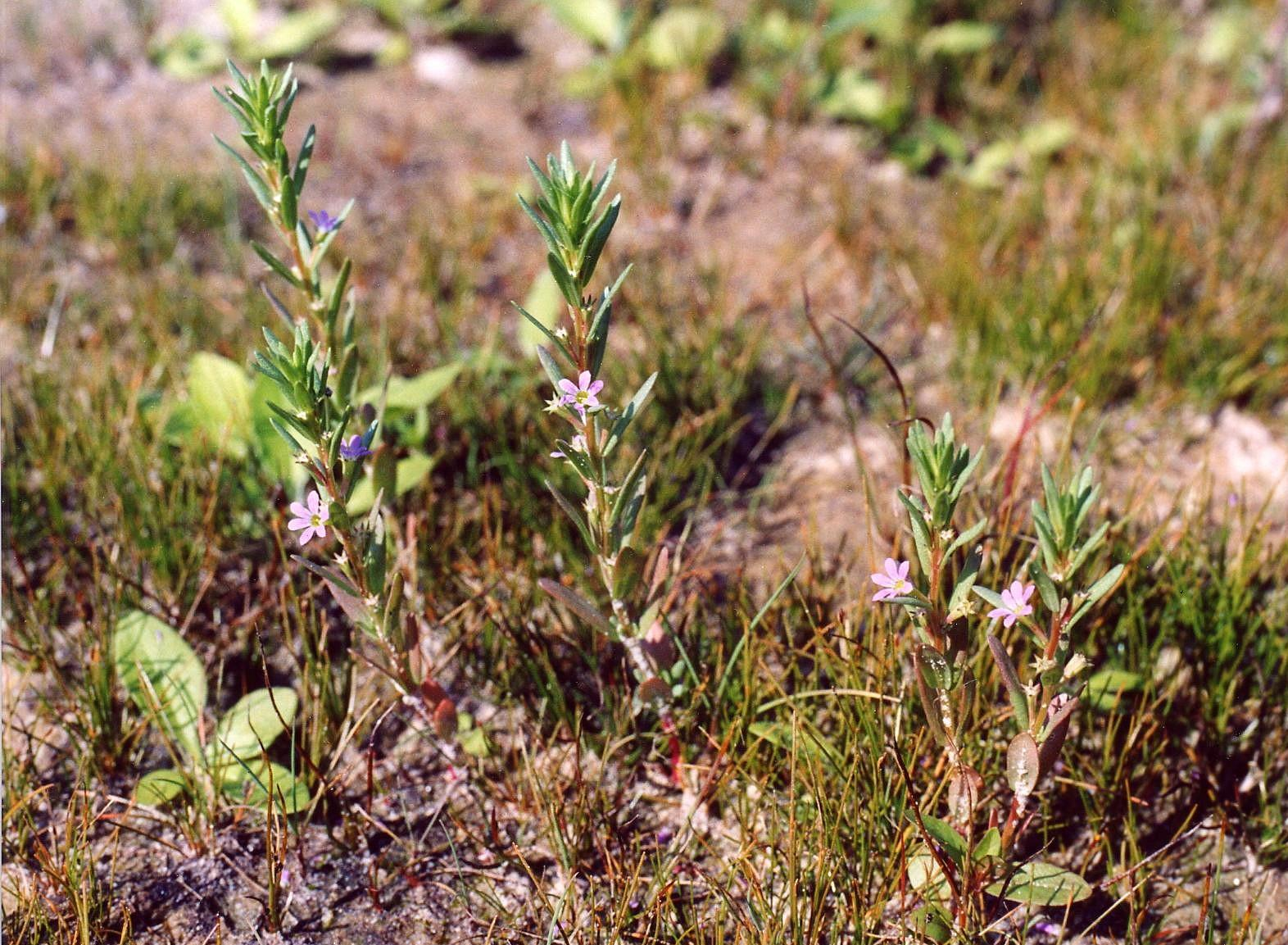